# Erik Almgren
Erik Almgren (Estocolmo, 28 de janeiro de 1908 - Estocolmo, 23 de agosto de 1989) foi um futebolista e treinador sueco. Atuou como meio-campista da Seleção Sueca de Futebol na Copa do Mundo FIFA de 1938. Foi jogador e, posteriormente, treinador do AIK.